# 해리 포터와 저주받은 아이
《해리 포터와 저주받은 아이》(영어: Harry Potter and the Cursed Child)는 J. K. 롤링 원작 시리즈 《해리 포터》를 바탕으로 잭 손이 쓴 2개의 부분으로 나뉘는 웨스트엔드 연극이다. 2016년 7월 30일 런던의 팰리스 극장에서 초연되었고 그 대본이 책으로 엮여 출판되었다. 《해리 포터와 죽음의 성물》이후 19년 후의 이야기로 해리 포터의 아들 알버스 세베루스 포터와 스코피어스 말포이가 주인공이다.
일부 신문이나 인터넷에서 해리 포터 역을 맡았던 다니엘 래드클리프와 론 위즐리 역을 맡았던 루퍼트 그린트, 헤르미온느 그레인저 역을 맡은 엠마 왓슨 이 세 명이 등장하는 해리 포터와 저주받은 아이의 영화화 작품이 나온다고 2019년경에 퍼졌으나, 이는 소문으로 밝혀졌다.

## 줄거리
내용은 1부와 2부로 나뉜다.

### 1부 1장
해리 포터와 죽음의 성물의 19년 후 이야기에서부터 시작한다. 해리 포터의 둘째 아들 알버스 세베루스 포터가 빈자리가 있던 스코피어스 말포이와 같은 객실을 쓰게 되었고 둘은 친해진다. 이후 알버스가 모두의 예상과는 다르게 슬리데린으로 임명되고 비행 수업에서 빗자루를 들어올리지 못하는 등, 해리와는 다른 모습을 보여주어 알버스는 점점 해리와 사이가 멀어져갔다. 그러던 와중 시어도르 노트의 불법 시간 여행 장치가 압수되었고 그 소문을 들은 에이머스 디고리가 아들인 세드릭 디고리를 살려내게 해 달라고 해리에게 요청한다. 해리는 거절했지만 알버스는 그 이야기를 엿듣고는 세드릭을 살려 내겠다고 결심한다. 한편, 해리는 어릴 적 꿈을 꾸다가 볼드모트의 목소리를 듣고 깬다. 그리고 흉터에 통증을 느낀다. 알버스는 시간 여행 장치가 있다는 로즈의 말을 듣고 스콜피어스와 함께 기차를 탈출해 에이머스 디고리의 간병인으로 위장한 볼드모트와 벨라트릭스 레스트랭의 딸 델피니와 함께 마법부에 침입해 시간 여행 장치를 훔친다.

### 1부 2장
해리는 호그와트의 비밀 지도를 이용하여 스콜피어스와 알버스의 위치를 파악하고 급히 찾으러 간다. 한편, 알버스와 스콜피어스는 델피니를 남겨두고 덤스트랭 학생인 척 꾸며 트리위저드 첫 시험 때로 돌아가기로 결정하고 시간 여행을 떠난다. 세드릭이 바위를 변신시키려 할 때, 알버스가 몰래 세드릭을 무장 해제 시키지만 시간 여행 장치의 시간 제한 때문에 5분 후, 알버스는 팔 부상을 입고 스콜피어스와 현재로 돌아온다. 해리 포터는 알버스에게 스콜피어스와 어울리지 말라는 엄명을 내리고, 맥고나걸 교수에게 지도로 감시해 달라고 부탁한다. 한편, 알버스는 현재가 약간 바뀌었다는 것을 눈치챈다. 론 위즐리는 헤르미온느 그레인저가 아닌 파드마 패틸과 결혼했고, 자신은 그리핀도르에 속해 있었으며, 헤르미온느 그레인저는 어둠의 마법 방어술을 가르치는 성마른 선생이 되었다. 마음의 고통을 겪고 있던 알버스와 스콜피어스는 델피의 도움으로 다시 만나게 되고 모우닝 머틀의 화장실로 찾아가 호수로 내려간다. 그곳에서 다시 시간 여행 장치를 사용해 트리위저드 두 번째 시험 때로 돌아가고 세드릭을 시험 포기 처리시킨다. 시간 제한으로 현재로 돌아오니 알버스는 사라지고 호그와트는 볼드모트의 손에 넘어가 있었다.

## 배역
- 제이미 파커 - 해리 포터 역
- 노마 드메즈웨니 - 헤르미온느 그레인저 역
- 폴 손리 - 론 위즐리 역
- 톰 밀리건 - 제임스 포터역
- 크리스티나 허칭스 - 릴리 포터 역